# 膀胱訓練
膀胱训练也称为排尿计划和膀胱重新引导，指的是在一天的特定时间进行小便。用作膀胱过动症的混合型尿失禁的首要治疗方法。 